# Heinrich Brückner (Maler)

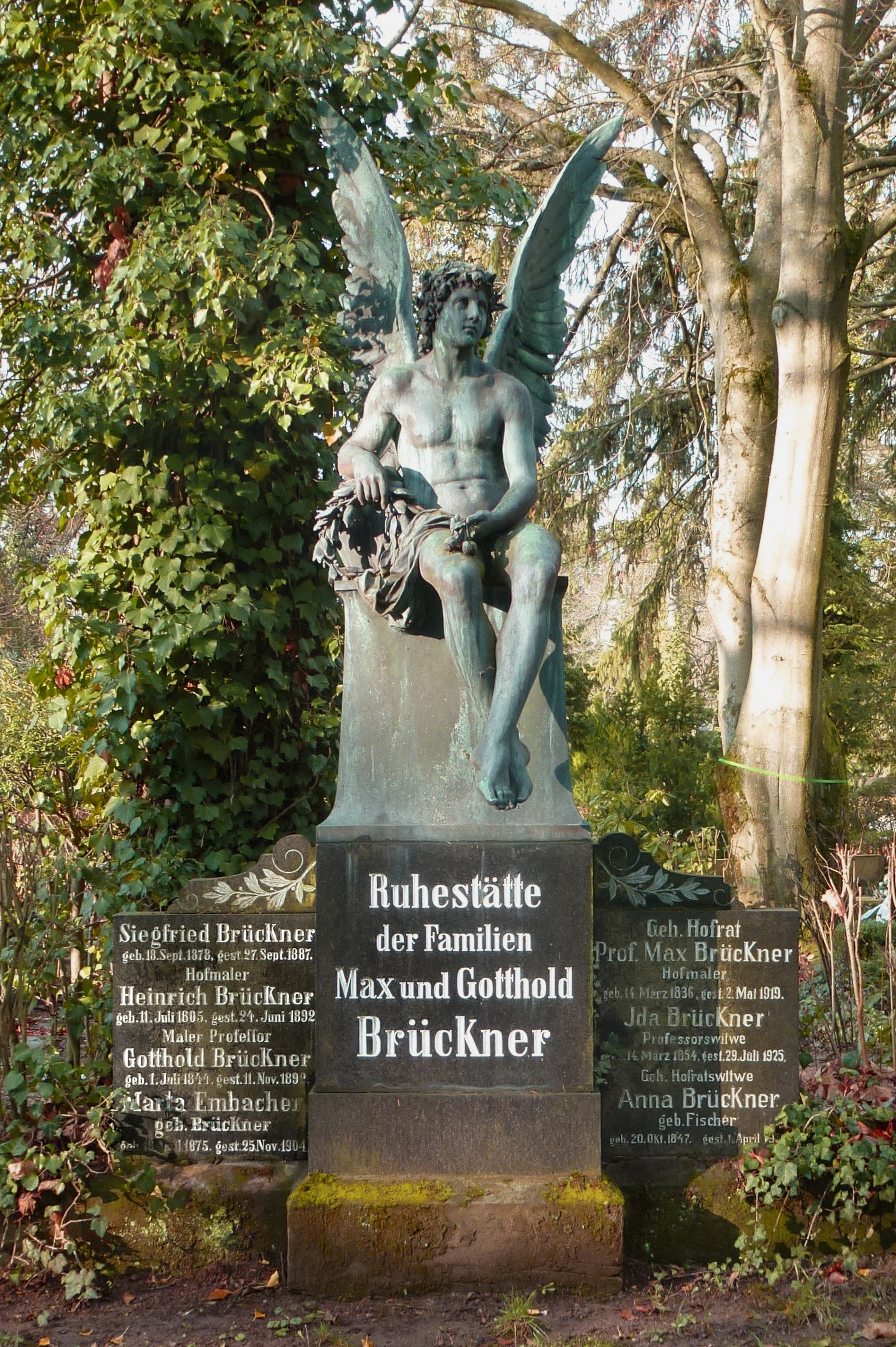
Grab der Familie Brückner auf dem Coburger Friedhof

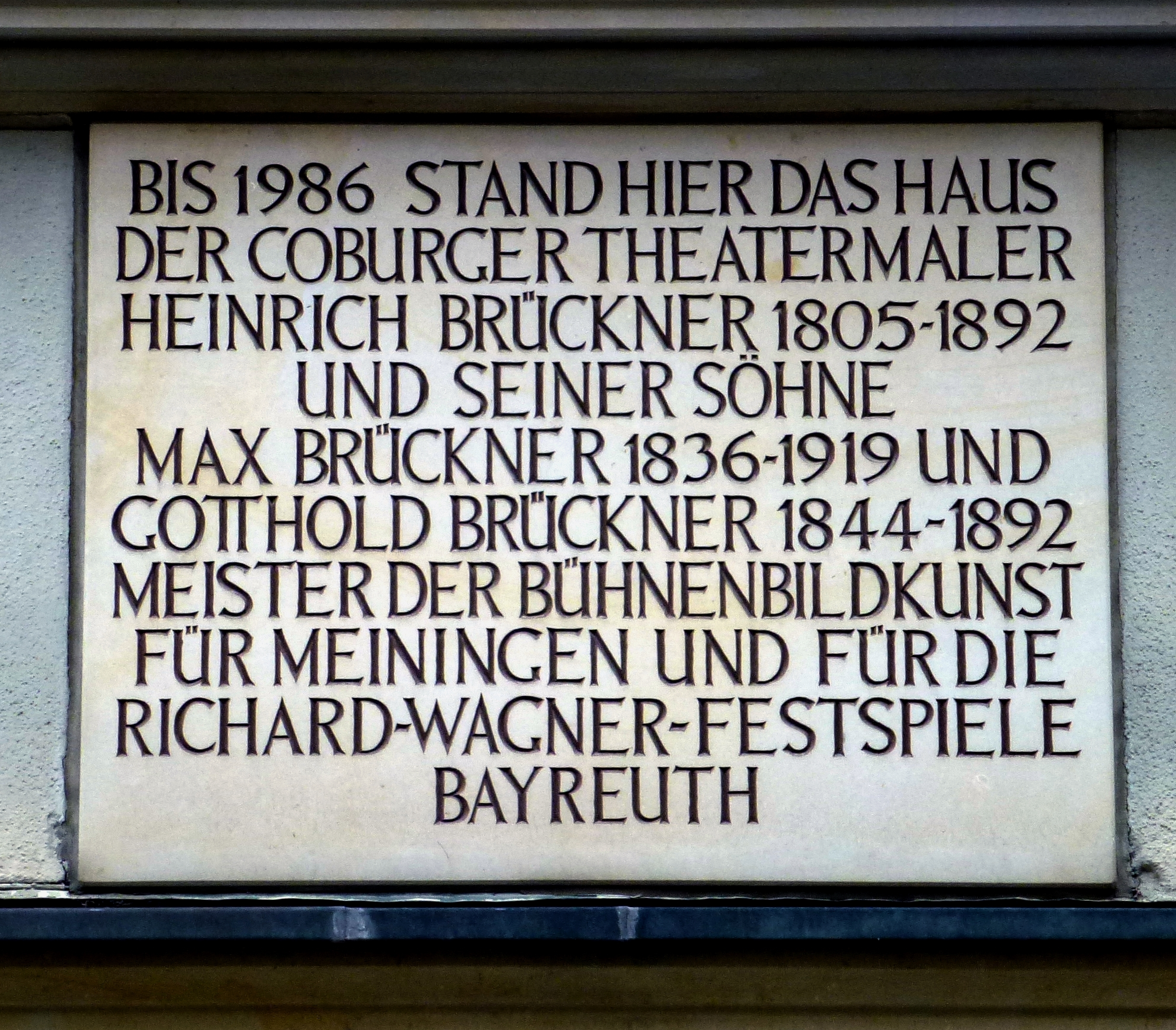
Gedenktafel der Künstlerfamilie Brückner am Haus Ketschengasse 14 in Coburg

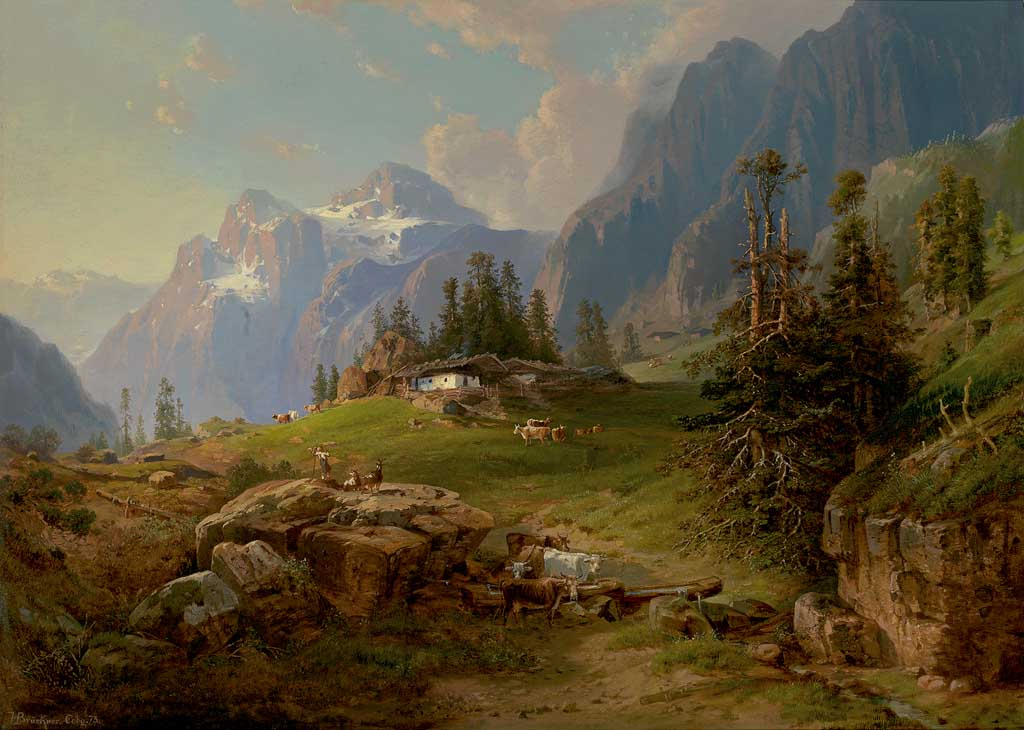
Heinrich Brückner: Hochalm in der Zentralschweiz

Heinrich Karl Brückner (* 11. Juli 1805 in Coburg; † 24. Juni 1892 ebenda) war ein deutscher Theater- und Landschaftsmaler. 

## Leben
Heinrich Brückner entstammte einer um 1700 aus Salzburg nach Coburg eingewanderten Familie von Maler- und Tüchermeistern.
Brückner studierte ab dem 16. Oktober 1826 an der Königlichen Akademie der Künste in München. Ab 1834 war er im Coburger Hoftheater als Bühnenmaler, Theatermaschinist und auch als Chorsänger tätig. 1854 schuf er die malerische Gestaltung der „Tannhäuser“-Aufführung, die in Coburg und Gotha stattfand. Er wurde zum Hoftheatermaler ernannt. 
Neben seiner Tätigkeit am Hoftheater beschäftigte er sich mit der Landschaftsmalerei. In der britischen Royal Collection befinden sich 44 von ihm 1844/45 gemalte Aquarelle mit Ansichten von Schlössern im Herzogtum Sachsen-Coburg-Gotha aus dem Besitz von Königin Victoria.
Seine beiden Söhne Max (1836–1919) und Gotthold (1844–1892) setzten die Familientradition als Theatermaler fort.